# Запорожское (Нововодолажский район)
Запорожское (укр. Запорізьке) — село, 
Нововодолажский поселковый совет,
Нововодолажский район,
Харьковская область.
Село ликвидировано в ? году.

## Географическое положение
Село Запорожское находится на расстоянии в 2 км от реки Ольховатка.
Примыкает к селу Новоселовка.

## История
- ? — село ликвидировано.